# Archieparquía de Mardin de los armenios
La archieparquía de Mardin de los armenios (en latín: Archieparchia Mardinensis Armenorum) fue una circunscripción eclesiástica de la Iglesia católica en el Imperio otomano, en territorios que hoy son parte de Turquía, Siria e Irak. Se trataba de una archieparquía armenia inmediatamente sujeta al patriarcado de Cilicia de los armenios. Fue suprimida el 29 de junio de 1954 y restaurada como archieparquía titular en 1972. Desde el 22 de noviembre de 2017 es sede vacante.

## Territorio y organización
La archieparquía extendía su jurisdicción sobre los fieles católicos de rito armenio residentes en los distritos otomanos de: Mardin, Karadere (o Dara), Tellermen, Nísibis, Derik (los 5 en la actual provincia de Mardin) y Viranşehir (en la actual provincia de Sanliurfa). Además abarcaba territorios en Siria y en Irak. La archieparquía estaba dentro del territorio propio del patriarcado de Cilicia de los armenios.
La sede de la archieparquía se encontraba en la ciudad de Mardin, en donde se halla la Catedral de San José, que hoy pertenece a la archieparquía de Constantinopla. En 1928 la sede de la archieparquía se trasladó a Bagdad, en donde la iglesia del Sagrado Corazón de Jesús sirvió de catedral.
En 1949 en la archieparquía existían 6 parroquias. En 1890 existían las parroquias de: Mardin, Tellermen, Derik, Viranşehir, Karadere y Pisan.

## Historia
Entre c. 150 a. C. y 250 d. C. (aparte de una breve intervención romana cuando se convirtió en parte de la provincia romana de Asiria), Mardin en la Alta Mesopotamia formó parte del reino neoasirio de Osroene. A finales del siglo III fue conquistada por el Imperio sasánida y en 638 cayó en manos de los árabes musulmanes. En el siglo IV Mardin estuvo involucrada en las controversias nestorianas. En 420 fue construida la iglesia armenia de San Jorge (Sourp Kevork) en Mardin, sede de un obispado de la Iglesia apostólica armenia, que en el 2° Concilio de Dvin en 554 rompió formalmente la comunión con los patriarcas del Oriente, siendo considerada monofisita. En 1517 Mardin fue conquistada por el Imperio otomano. La iglesia de San Jorge fue la catedral católica posteriormente.

### Melkon Tazbazian
En 1670 el converso católico Melkon Tazbazian fue enviado a estudiar a Roma por dos sacerdotes latinos que actuando como médicos secretamente predicaban en Mardin enviados por la Congregación de Propaganda Fide. Tazbazian fue consagrado sacerdote en 1680 y regresó ese año a Mardin, en donde se instaló en un monasterio abandonado y logró convertir al catolicismo a la mayoría de los armenios de la ciudad. Siguiendo directivas de la Santa Sede en 1685 predicó entre comunidades armenias de otras ciudades, logrando convertir en Diyarbakır a Mardiros Markar Tahmanian, quien luego sería nombrado obispo de esa ciudad por el catolicós de Echmiadzin. En 1687 Tazbazian creó un seminario con 8 seminaristas y por orden de Roma viajó a Cilicia a predicar, conociendo en Kilis a Abraham Ardzivian, quien se convirtió en su seguidor. Regresó a Mardin en 1688 enviando a Roma las relaciones de sus viajes. Desde 1691 comenzaron a graduarse los seminaristas, que fueron consagrados sacerdotes por diversos obispos.
En 1705 murió Mateo, el catolicós de Cilicia, y en su remplazo fue nombrado uno de los graduados del seminario de Mardin, Hovhannes V de Hadjin. El papa Clemente XI le escribió una carta pidiéndole que consagrara obispo a Melkon Tazbazian, lo que hizo en 1708 pasando a ser el arzobispo de la prelacía de Mardin. En 1710 Hovhannes V consagró a otro alumno del seminario de Mardin, Abraham Ardzivian, como arzobispo de la prelacía de Beroea (o de Alepo).
En 1714 Tazbazian comenzó a expresar la idea de crear una Iglesia armenia católica separada y lo comunicó al papa, quien le dio su aprobación, ya que no se lograba que toda la Iglesia armenia aceptara la unidad con la Iglesia católica. En esos momentos los armenios católicos eran a la vez miembros de la Iglesia apostólica armenia. Cuando Tazbazian difundió su proyecto de dividir la Iglesia armenia, la jerarquía de esta Iglesia reaccionó y fue exiliado a Estambul y encarcelado. Tazbazian nombró al obispo de la prelacía de Diyarbakır, Mardiros Markar Tahmanian, (también graduado en el seminario de Mardin) como su sustituto en la prelacía de Mardin. 
Tazbazian fue juzgado y declarado inocente y liberado. Permaneció en Estambul realizando reuniones secretas en el consulado francés, pero fue denunciado a las autoridades turcas por el patriarca armenio de Constantinopla y fue de nuevo arrestado en una misma celda junto al arzobispo de Alepo Abraham Ardzivian (quien había sido encarcelado el 4 de agosto de 1715). Tazbazian ayudó al director de la prisión rezando para que su esposa pudiera tener un hijo, por lo que se ganó su favor y en agradecimiento el director ayudó a que uno de los dos prisioneros fuera liberado de la prisión a cambio del pago de 733 francos. Tazbazian convenció a Ardzivian para que saliera y se quedó en prisión, en donde se le permitió ordenar a algunos sacerdotes y murió en 1716.
Melkon Tazbazian fue sucedido en Mardin por uno de sus alumnos, Mardiros Markar Tahmanian, quien recibió la confirmación papal el 21 de agosto de 1722 y murió el 1737.

### Archieparquía de Mardin
En mayo de 1740 Ardzivian con el apoyo de dos obispos de la Iglesia greco-melquita católica consagró a Jacobo Hovsepian como obispo coadjutor de Alepo y el 23 de enero de 1740 consagró a Sahak Parseghian y a Melkon Markar Tahmanian, quien asumió como archieparca católico de Mardin. Establecido así un sínodo, y mientras Ardzivian había retornado al Líbano, el 26 de noviembre de 1740 los tres nuevos obispos católicos armenios, 40 sacerdotes y 14 fieles laicos lo eligieron como patriarca de Cilicia de los armenios. El 26 de noviembre de 1742 el papa Benedicto XIV confirmó el patriarcado y la archieparquía de Mardin fue parte del él.
El patriarca Miguel Pedro III Kasparian ordenó a los tres archieparcas de Mardin que siguieron a Melkon Markar Tahmanian: Jean Tazbazian, Joseph Balitian y Pierre Eliazarian.
El 6 de enero de 1830 el sultán otomano puso fin a las medidas represivas contra los armenios católicos y les permitió celebrar su culto, por lo que los obispos pudieron establecerse en sus diócesis, ya que hasta entonces habían estado refugiados en el Líbano.
Aprovechando la presencia de los obispos armenios en Roma debido al sínodo que lo eligió, el patriarca Antonio Pedro IX Hassun convocó a una conferencia del 3 al 19 de julio de 1867 en la cual propuso una restructuración de las diócesis del patriarcado, que el papa aprobó el 13 de agosto de 1867. En esa conferencia se dispuso que Bagdad y la Arabia oriental se transformasen en un vicariato foráneo provisoriamente gobernado por el archieparca de Mardin, erigiéndose así el vicariato foráneo patriarcal de Bagdad.
En 1867 la archieparquía tenía 8000 fieles y 13 sacerdotes.
En 1898 la Congregación de Propaganda Fide informaba que la archieparquía tenía 8000 fieles, con 4 estaciones primarias y 10 secundarias, 8 iglesias y capillas, y 15 sacerdotes. No había seminario y las escuelas elementales eran 5 para niños (con 350 alumnos) y 2 para niñas (con 200 alumnas).

### Aniquilación de la archieparquía

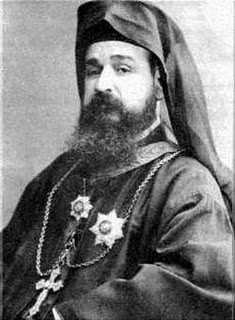
Archieparca Ignacio Maloyan, beatificado por el papa Juan Pablo II en 2001

A principios del siglo XX, los armenios católicos del Imperio otomano sufrieron el mismo destino que el resto de la nación armenia con el genocidio perpetrado en el Estado turco desde 1915 a 1923, la archieparquía, como todas las diócesis armenias de Turquía, perdió la mayor parte de su población. El archieparca Ignacio Maloyan fue asesinado el 11 de junio de 1915 en Diyarbakır. Otros 700 católicos fueron asesinados en Mardin y en el pueblo de Tellermen, habitado exclusivamente por católicos, que fue completamente destruido. Sus sucesores se asentaron provisionalmente en Bagdad en Irak y los fieles armenios se dispersaron en áreas vecinas como Siria, en donde en parte se concentraron en la ciudad de Qamishli (fundada por asirios que huían del genocidio circa 1920). Los archieparcas de Alepo administraron los territorios de la archieparquía en Siria hasta que el vicariato patriarcal de Qamishli fue erigido en 1938.
El 29 de junio de 1954 la archieparquía de Mardin quedó vacante y el papa Pío XII erigió dos distritos en los territorios que la archieparquía tenía fuera de Turquía: la archieparquía de Bagdad de los armenios en Irak con la bula Ex quo tempore y la eparquía de Qamishli en Siria con la bula Cum summus.

Ex latissima archidioecesi Mardensi Armenorum id territorii separamus quod Irakeni regni finibus clauditur, quodque in novae archidioecesis formam redigimus, Bagdadensis Armenorum nomine appellandae. Cuius novae Ecclesiae Sedes in urbe Bagdad erit, cathedra vero archiepiscopalis in templo Beatae Mariae Virginis caelo receptae collocabitur, per has Litteras ad cathedralium aedium honorem evecto.
Bula Ex quo tempore

Ab archiepiscopali Sede Mardensi Armenorum totam separamus regionem Superioris Insulae, in Syria, quae dicitur, ipsamque in novae formam dioecesis redigimus, Kamechliensis Armenorum nuncupandae, cuius territorium iisdem circumscribetur finibus atque regio, cuius supra meminimus. Quae nova dioecesis patriarchali Sedi Ciliciae Armenorum erit suffraganea, cuius igitur Patriarchis Praesules Kamechlienses Armenorum posthac recto subicientur iure. Iidem autem Episcopi sedem ac domicilium in urbe Kamechliensi habebunt, quam Nostris hisce Litteris ad civitatis episcopalis gradum perducimus; ibique cathedram in aedibus collocabunt Sancto Ioseph sacris, quas cathedralis templi condecoramus dignitate, datis scilicet omnibus iuribus ac privilegiis ceterarum cathedralium aedium propriis.
Bula Cum summus

Al incluir el territorio de Mardin, a partir 29 de junio de 1954 la archieparquía de Constantinopla pasó a ser de facto la única sede episcopal armenia católica en Turquía. 
El archieparca Ignacio Maloyan fue beatificado por el papa Juan Pablo II el 7 de octubre de 2001. El 28 de marzo de 2025 el papa Francisco aprobó su canonización.

### Sede titular
Una sede titular católica es una diócesis que ha cesado de tener un territorio definido bajo el gobierno de un obispo y que hoy existe únicamente en su título. Continúa siendo asignada a un obispo, quien no es un obispo diocesano ordinario, pues no tiene ninguna jurisdicción sobre el territorio de la diócesis, sino que es un oficial de la Santa Sede, un obispo auxiliar, o la cabeza de una jurisdicción que es equivalente a una diócesis bajo el derecho canónico.
En 1972 todas las eparquías armenias vacantes en Turquía (mencionadas en el Anuario Pontificio como vacantes, impedidas y dispersas) fueron suprimidas y recategorizadas como sedes titulares, por lo que la archieparquía de Constantinopla abarcó desde entonces de iure todo el territorio de Turquía. La catedral de San José (Surp Hovsep), en Mardin se convirtió en una de las parroquias de la archieparquía de Constantinopla.
La eparquía titular de Mardin fue conferida por primera vez por la Santa Sede el 3 de julio de 1981 al exarca de América Latina y México, Vartán Waldir Boghossian. Desde 1992 la sede fue listada en el Anuario Pontificio como archieparquía titular. Desde el 22 de noviembre de 2017 es sede vacante.
En las Iglesias caldea (eparquía titular de Mardin de los caldeos) y siria (eparquía titular de Mardin de los sirios) existen también eparquías titulares de Mardin, y en el rito latino existe la prefectura apostólica de Mardin.

## Estadísticas
Según el Anuario Pontificio 1951 la archieparquía tenía a fines de 1949 un total de 2500 fieles bautizados.
| Año                                                                             | Población            | Población | Población      | Sacerdotes | Sacerdotes    | Sacerdotes    | Bautizados por sacerdote | Diáconos permanentes | Religiosos | Religiosos | Parroquias |
| Año                                                                             | Bautizados católicos | Total     | % de católicos | Total      | Clero secular | Clero regular | Bautizados por sacerdote | Diáconos permanentes | Varones    | Mujeres    | Parroquias |
| ------------------------------------------------------------------------------- | -------------------- | --------- | -------------- | ---------- | ------------- | ------------- | ------------------------ | -------------------- | ---------- | ---------- | ---------- |
| 1890                                                                            | 8000                 |           |                | 13         |               |               |                          |                      |            |            | 6          |
| 1949                                                                            | 2500                 | 4 000     | 0.1            | 7          | 3             | 4             | 357                      |                      |            |            | 6          |
| Fuente: Catholic-Hierarchy, que a su vez toma los datos del Anuario Pontificio. |                      |           |                |            |               |               |                          |                      |            |            |            |

## Episcopologio

### Eparcas residenciales
- Melkon Tazbazian † (1708-1716 falleció)
- Mardiros Markar Tahmanian † (21 de agosto de 1722 confirmado-1737 falleció)
- Melkon Markar Tahmanian † (23 de enero de 1740-1767 falleció)
- Jean Tazbazian † (30 de abril de 1768-1769? renunció)
- Joseph Balitian (Balitte) † (14 de noviembre de 1772-1773 falleció)
- Pierre Eliazarian † (15 de mayo de 1775-1787 falleció)
- Hovaguim Tazbazian † (23 de septiembre de 1788-27 de noviembre de 1836 falleció)
- Abraham Candil † (27 de noviembre de 1836 por sucesión-28 de enero de 1838 falleció)
- Joseph Ferrachian (Farrayan) † (1838-7 de septiembre de 1854 falleció)
- Gabriel Chachatian † (2 de mayo de 1855-1 de diciembre de 1863 falleció)
- Melkon Nazarian † (30 de enero de 1864-10 de noviembre de 1900 falleció)
- Houssik Gulian † (6 de junio de 1902-1910? renunció)
- Beato Ignacio Maloyan † (27 de agosto de 1911-11 de junio de 1915 falleció)
- Jacques Nessimian † (1 de julio de 1928-5 de agosto de 1933 nombrado eparca de Alejandría)
- Loudovik Batanian † (5 de agosto de 1933-10 de agosto de 1940 nombrado arzobispo titular de Gabula)
- Nersès Tayroyan † (3 de mayo de 1940-29 de junio de 1954 nombrado archieparca de Bagdad)

### Eparcas titulares
- Vartán Waldir Boghossian, S.D.B. (3 de julio de 1981-18 de febrero de 1989 nombrado eparca de San Gregorio de Narek en Buenos Aires)
- Vartan Kechichian, C.A.M. † (17 de febrero de 2001-22 de noviembre de 2017 falleció)[16]